# Norman Park (Géorgie)
Pour les articles homonymes, voir Norman Park.
Norman Park est une ville américaine située dans le comté de Colquitt, en Géorgie. Selon le recensement de 2020, sa population est de 963 habitants.